# Torre sobre la cala Ros
La Torre sobre la cala Ros és una obra de Cadaqués (Alt Empordà) inclosa a l'Inventari del Patrimoni Arquitectònic de Catalunya.

## Descripció
Situada al sud-est del nucli urbà de la població, a la punta de sa Costa i a l'inici de la badia on es troba la platja o cala Ros, a la que està encarada.
Torre de planta rectangular, coronada per un campanar d'espadanya, situat damunt la façana principal. Aquesta presenta una porta d'accés rectangular, descentrada cap a l'esquerra del mur. Té una llinda monolítica de pissarra i els brancals acabats amb pedres d'altres materials, escairades i treballades. Damunt seu hi ha una petita finestra rectangular, a la part dreta del parament, i un petit rosetó central, amb vitralls acolorits. És bastida amb la tècnica de la maçoneria, emprant llosses de pissarra de la zona, lligades amb morter. A les cantonades presenta carreus ben escairats i llindes aprofitades d'altres construccions.
Segons el cadastre de béns immobles, la finca és de l'any 1957.